# عنفقة

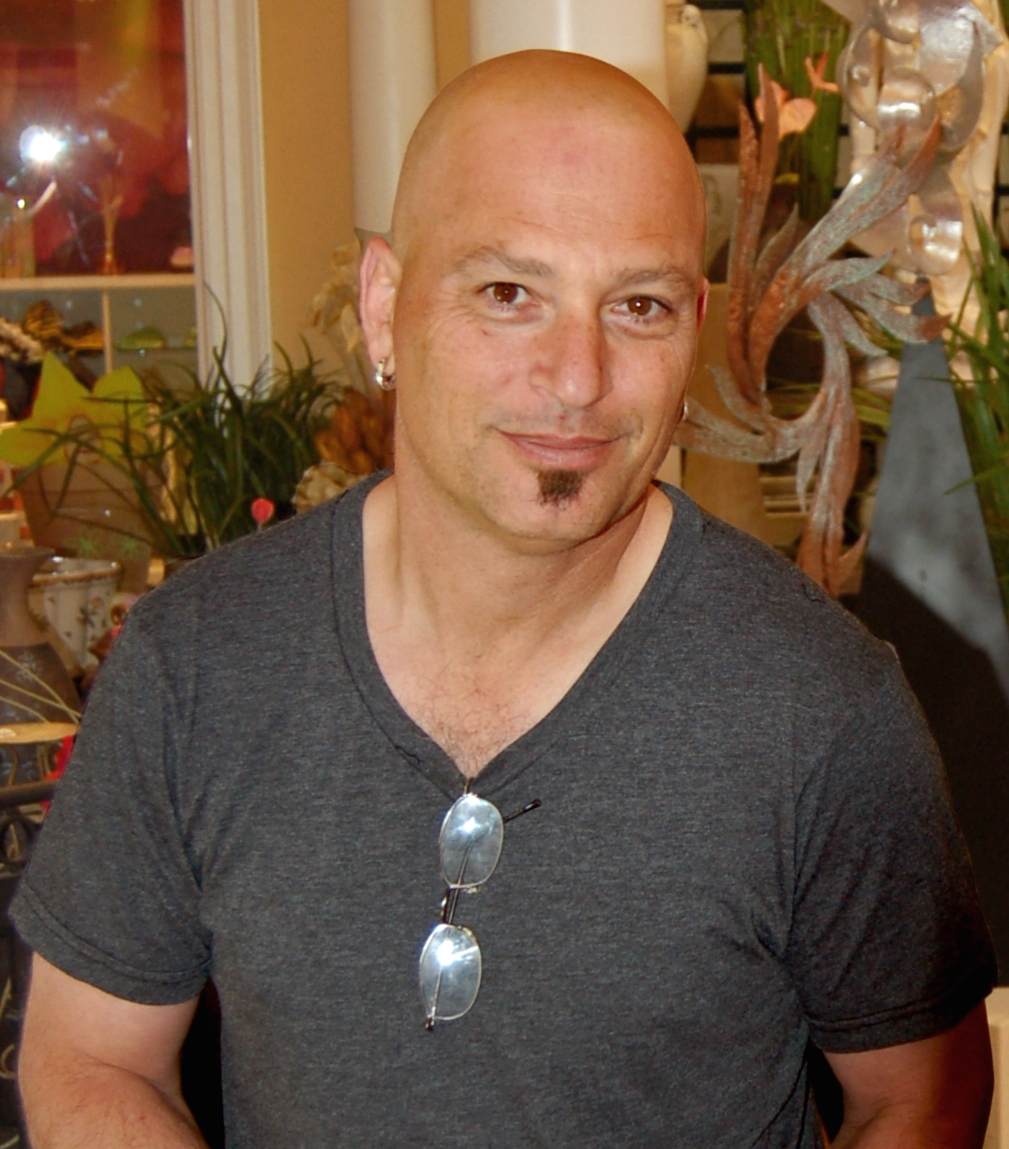
هاوي مانديل وتظهر له عنفقة

العَنْفَقَة (بالإنجليزية: Soul patch)‏ هي الشعر الذي يظهر تحت الشفة السفلى وفوق الذقن.
برزت هذه الموضة في الخمسينيات والستينيات من القرن الماضي ، عندما كانت موضة شائعة لشعر الوجه بين الرجال الأمريكيين من أصل أفريقي ، وعلى الأخص رجال موسيقى الجاز. كما أصبحت شائعة لدى الفنانين وأولئك الذين يعملون في الأوساط الأدبية والفنية. 